# دهستان رومشکان

## جمعیت
براساس سرشماری مرکز آمار ایران در سال ۱۴۰۱، جمعیت دهستان رومشکان ۱۳۰۰۰ بوده‌است.